# Mannevillette
Mannevillette ist eine französische Gemeinde mit 926 Einwohnern (Stand: 1. Januar 2022) im Département Seine-Maritime in der Region Normandie. Sie gehört zum Arrondissement Le Havre und zum Kanton Octeville-sur-Mer. Die Einwohner werden Mannevillettais und Mannevillettaises genannt.
Die Gemeinde erhielt 2022 die Auszeichnung „Zwei Blumen“, die vom Conseil national des villes et villages fleuris (CNVVF) im Rahmen des jährlichen Wettbewerbs der blumengeschmückten Städte und Dörfer verliehen wird.

## Geographie
Mannevillette liegt in der Naturregion Pays de Caux, etwa zwölf Kilometer nordnordöstlich von Le Havre. Umgeben wird Mannevillette von den Nachbargemeinden Saint-Jouin-Bruneval im Norden, Saint-Martin-du-Bec im Osten, Rolleville im Südosten, Fontenay im Süden sowie Cauville-sur-Mer im Westen.

## Geschichte
Die allerersten Dokumente, in denen Mannevillette erwähnt wird, stammen aus dem Ende des 11. Jahrhunderts. Dort wird
„Magna Villa“, auf Lateinisch „das große Landgut“, erwähnt. Dann, um 1240, wurde Magna Villa zu „Magna Villeta“, vermutlich, um es von einem anderen „großen Anwesen“ Manneville zu unterscheiden, das um 1210 aufgrund eines gewissen Seigneur Goupy oder Goupil zu Manneville-la-Goupil wurde. Im Jahr 1182 stiftete Heinrich II. Plantagenet, König von England, der über die westliche Hälfte Frankreichs herrschte, das Lehen und die Kirche von Mannevillette an die neue Abtei von Valmont, die gerade von Nicolas d’Estouteville gegründet worden war.

## Bevölkerungsentwicklung

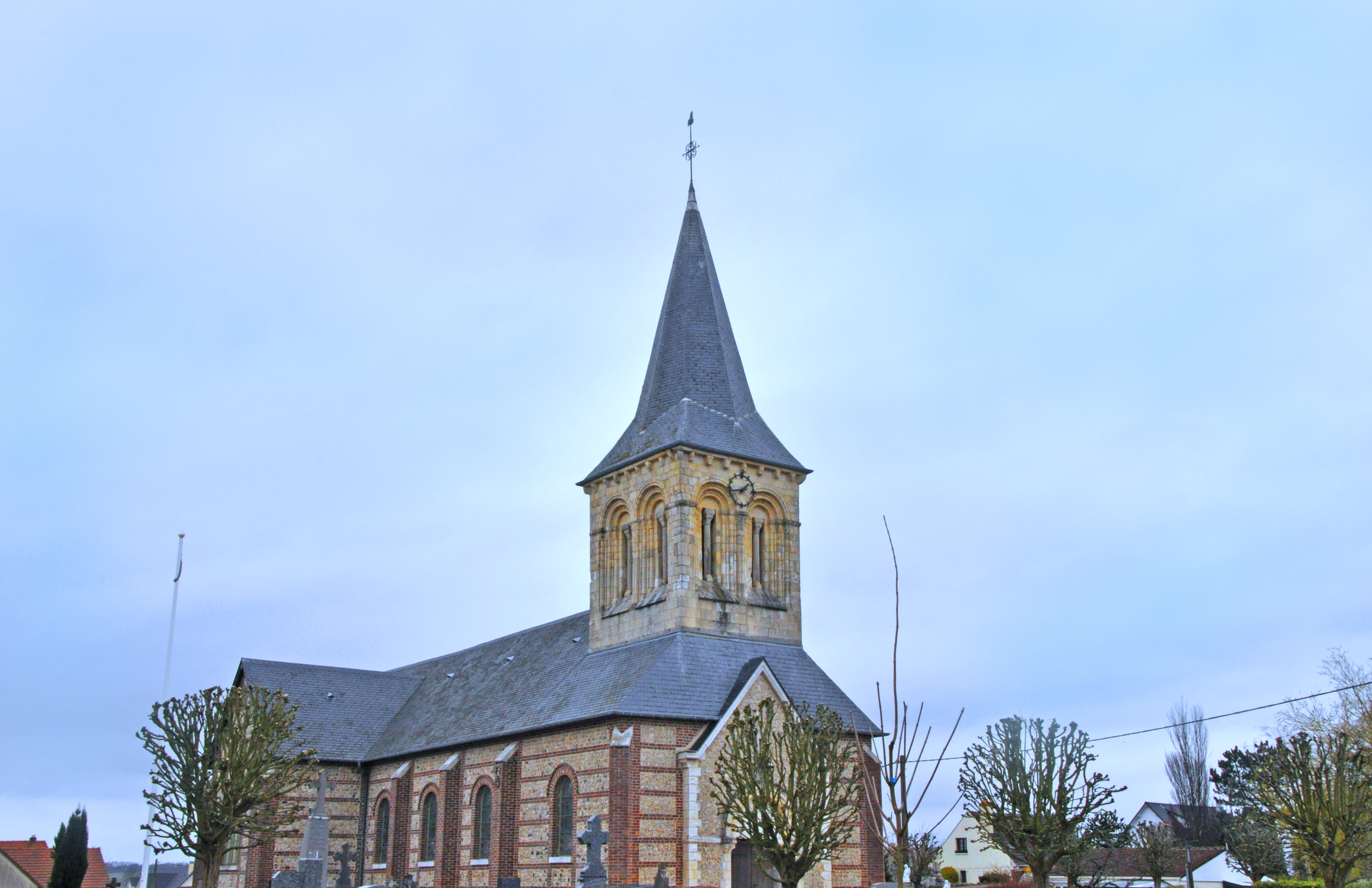
Kirche Notre-Dame-de-l’Assomption

| Jahr                       | 1962 | 1968 | 1975 | 1982 | 1990 | 1999 | 2006 | 2013 | 2020 |
| Einwohner                  | 307  | 324  | 375  | 385  | 543  | 690  | 813  | 801  | 909  |
| Quellen: Cassini und INSEE |      |      |      |      |      |      |      |      |      |

## Sehenswürdigkeiten
- Kirche Notre-Dame-de-l’Assomption aus dem 11. Jahrhundert